# Ilhéu Grande
Ilhéu Grande é um ilhéu pertencente ao grupo Ilhéus Secos no arquipélago do Cabo Verde.  O ilhéu não é habitado. e encontra-se classificado como reserva natural protegida.

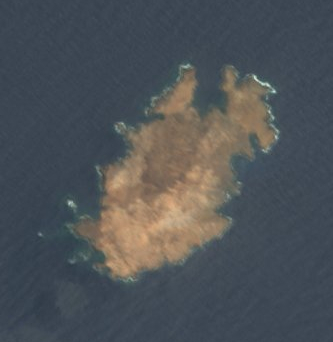
Ilhéu Grande, imagen de Sentinel-2

A área da ilhéu  este 3 km2, o comprimento este 2.3 km e largura este 1.1 km.

## Ilhas próximas
- Ilhéu de Cima, este
- Fogo, este
- Brava, sul